# Durchfartsprojektet i Finland
Durchfartsprojektet i Finland (från tyskans Durchfahrt, genomfart) är ett projekt som den svenska riksdagen drev under tiden efter freden i Nystad 1721 fram till hattarnas krig 1741-1743. Syftet var att ersätta den tidigare skyddade sjöleden genom Finska viken med en båtled i det finska inlandet. Målet var både ekonomiskt och militärt.

## Finlands försvar och ekonomi efter kriget
Under andra hälften av 1600-talet vaknade intresset i Sverige för att med hjälp av båtleder mellan landets vattensystem göra varutransporterna billigare. En entusiast var professorn i Uppsala Olof Rudbeck den äldre, som studerade slussbyggen i Holland och sedan tillämpade sina lärdomar både genom praktiska dåd och genom att stöda tekniskt intresserade ungdomar i deras utbildning. Rudbecks lärjunge Israel Nesselius, som var professor i Åbo och senare i Uppsala, engagerade sig under det stora nordiska kriget både för rikets försvar och förbättrande av dess ekonomi. Detta gjorde han genom artiklar och promemorior som han tillställde riksrådet och den militära ledningen. År 1719 då freden verkade stå för dörren började kommerskollegium vidta åtgärder för att förbättra rikets ställning. Kollegiet vände sig då till Nesselius vars planer lades till grund för vidare utredningar. Förlusten av stormaktsställningen krävde också att man enligt merkantilismens principer skulle utveckla det återstående rikets ekonomi på bästa sätt. I den östra delen av riket var det angeläget att skapa förbindelser mellan inlandet och kusten. Därtill betonades problemet med tjärexporten som genom förlusten av Viborg hade försvårats betydligt. Dessutom låg gränsen i öster helt oförsvarad då befästningarna hade övergått till Ryssland. Generalmajoren och direktören för fortifikationen Axel Löwen gavs i uppdrag att göra upp en försvarsplan för Finland som han lämnade in till ständerna år 1723. Hans rapport var ovanlig på det sätt att den utöver försvarsfrågor behandlade ekonomiska angelägenheter. Framför allt utredde han möjligheterna att förbinda Saimen med havet och ett eventuellt kanalbygge mellan Villmanstrand och Veckelax, där man redan hade beslutat bygga en fästningen i Fredrikshamn som skulle ersätta det förlorade Viborg. Samtidigt skulle exporten av tjära från Saimenområdet kunna återupptas.

## Kommissionens verksamhet
Efter ett initiativ i bondeståndet 1723 tillsattes två kommissioner, den västra och den östra, för att undersöka vilka åtgärder som borde vidtas för att få den finska ekonomin på fötter efter kriget. I direktiven sades uttryckligen att man skulle undersöka möjligheten till durchfarter mellan de finska insjösystemen. Den västra kommissionens sekreterare Carl Gustaf Nordberg inledde verksamheten med en förfrågan till de lokala myndigheterna om vilket läget var i deras verksamhetsområde. En annan medlem av västra kommissionen, Lars Johan Ehrenmalm, företog 1726 en resa från Tammerforsen österut till Päijänne och tillbaka. Därifrån fortsatte han ned längs Kumo älv till havet. Hans rapport av år 1727 angav att det vore ekonomiskt fördelaktigt att förbinda Päijänne med Kumo älv och så skapa en vattenled från Tavastland till havet vid Björneborg. Christopher Polhem, den främste experten på vattenleder i Sverige, gjorde en kostnadsberäkning för projektet. Professorn i Åbo Nils Hasselbom, som hade bekantat sig med slussbyggande i Nederländerna, gjorde också en kostnadsberäkning som slutade i ett mycket mindre belopp. Han fick också i uppdrag att bekanta sig närmare med terrängen på ort och ställe men innan han avreste kom ständerna 1731 fram till att planen var för dyr, bland annat då innehavet av Finland hade blivit så osäkert.

## Kronans projekt
År 1733 togs frågan upp på nytt på fortifikationslöjtnanten Carl Fredrik Nordenbergs initiativ. Följande år accepterade riksdagen att göra ett nytt försök och beslöt att kronan skulle betala för projektet. Innan det skulle dock en noggrannare undersökning av sträckningen göras av Hasselbom och förslagsställaren Nordenberg. På hösten 1737 sändes expeditionen ut. Nordenberg kom dock till att Kumo älv inte var lämplig utan en bättre lösning vore en vattenled från inlandet till Helsingfors. Denna sträckning undersöktes därför år 1738. Notarien Ulrik Rudenschöld deltog i expeditionen med uppgift att undersöka de ekonomiska möjligheterna i vattenvägens omgivning. Också han kom till att sträckningen från Tavastehus till Helsingfors och i huvudsak längs Vanda å var den mest lämpliga. En annan medlem av expeditionen var Daniel Tilas, som skulle undersöka möjligheterna till gruvdrift och tillverkning av träkol, men hans slutsatser var inte uppmuntrande. Expeditionens resultat inlämnades i maj 1741 till riksdagen i form av Nils Hasselboms rapport. Den innehöll främst ett förslag till en vattenled från Päijänne söderut men som inte i första skedet kunde byggas ut längre än till en plats tre och en halv mil från kusten. Först senare skulle man bygga de slussar som behövdes för att komplettera leden vid de högsta forsarna. I planen ingick också olika sidorutter inne i landet. Hela det föreslagna vattensystemet omfattade 84 mil av kanaler och nya städer skulle grundas vid knutpunkterna. I rapporten föreslogs att en ny stad skulle anläggas där Tammerfors sedan grundades 1779, att staden Tavastehus skulle flyttas, vilket också ägde rum 1779, och att en tredje stad skulle anläggas där Vääksy kanal byggdes år 1871. På grund av Hattarnas krig förföll förslaget i övrigt och kronan satsade i stället på att bygga fästningarna Sveaborg och Svartholm för att skydda den nya gränsen.